# محسن البلاسي
محسن البلاسي (19 مايو 1982-)، كاتب وشاعر وصحفي وفنان تشكيلي مصري وُلد بمحافظة الإسكندرية. يشرف على تحرير مجلة الغرفة مجلة السرياليين العالميين، حائز على جائزة ساويرس في النقد الأدبي لعام 2022.

## مسيرته المهنية
عمل محسن البلاسي بمجال الصحافة، ونُشرت له العديد من المقالات والنصوص الشعرية بعدد من الصحف والمجلات والمواقع الإلكترونية المصرية والعالمية من بينها جريدة الرؤية العُمانية، ومجلة حكمة.
أقام محسن البلاسي عدداً من المعارض الفنية مثل معرض «الحرية أو الموت» بالاشتراك مع الفنانة التشكيلية ماجدة خوجة في قصر الأمير طاز بالقاهرة بدعم من ثلاث وزارات مصرية هي وزارة السياحة، ووزارة الأثار، ووزارة الثقافة، ثم معرض «مزامير إيرو سياسية» بالاشتراك مع الفنانة التشكيلية ماجدة خوجة بأتيليه القاهرة.
أقام الشاعر محسن البلاسي أيضًا العديد من الأمسيات الشعرية كان من بينها أمسية شعرية أُقيمت عام 2016 بمتحف الأميرة إنجي بقصر الأمير طاز بالقاهرة، وجمعت بينه وبين الشاعر يوسف مسلم، كما شارك في أمسية ثقافية بعنوان «السريالية مواطنة عالمية» نظمتها وزارة الثقافة الفرنسية عام 2021 ضمن مهرجان «ليالي القراءة» السنوي بالاشتراك مع بيت أندريه بريتون بمدينة سانت سيرك لا بوبي بفرنسا، ومجموعة «الوردة المستحيلة» التي يرأسها الشاعر والناقد والناشر الفرنسي لوران دوسيه مدير بيت أندريه بريتون.
ترجم محسن البلاسي قصائداً من الشعر السريالي لعدد من الشعراء العالميين، ففي كتابه المعنون باسم «رفض القصيدة»، والصادر في عام 2019، يغوص محسن البلاسي في عالم الشاعر السريالي المصري ألبير قصيري فترجم له ثلاثة قصائد تُعتبر هي آخر ما تبقى من ديوانه المفقود.

## حياته الخاصة
متزوج من الكاتبة والفنانة والصيدلانية والناشطة غادة كمال أحمد.[بحاجة لمصدر]
في سبتمبر عام 2017 قدّم المحامي المصري سمير صبري بلاغًا للنائب العام المصري -المستشار نبيل صادق آنذاك- يتهم فيه الشاعر والفنان التشكيلي محسن البلاسي بعدة اتهامات من بينها الدفاع عن مثليي الجنس، والتطاوله على الشعب السعودي. جاء ذلك البلاغ في أعقاب ظهور محسن البلاسي في 25 سبتمبر 2017 على شاشة قناة المحور مع الإعلامي المصري معتز الدمرداش في برنامجه الحواري 90 دقيقة حيث دافع عن حقوق المثليين جنسيًا، وانتقد قيام الشرطة المصرية باعتقال عدد من الشباب على خلفية رفعهم لأعلام قوس قزح بإحدى حفلات الفريق الغنائي اللبناني مشروع ليلى.

## مؤلفاته
ألف محسن البلاسي العديد من المؤلفات التي تضمنت لوحات وأشعار سريالية مؤلفة ومترجمة، ومنها:
- مزامير إيروسياسية (نصوص ولوحات): صدر عام 2015 عن دار الكتبي للنشر والتوزيع بالقاهرة، ويضم أشعار لمحسن البلاسي إلى جانب لوحات للفنانة التشكيلية ماجدة خوجة.[9]
- آلهة القمر (شعر): كتبه بالاشتراك مع زوجته الكاتبة الصحفية والصيدلانية غادة كمال أحمد، وصدر عام 2017 عن دار بدائل للنشر والتوزيع بالقاهرة.[10][11]
- الخيال الحر (رؤى بحثية في النقد الأدبي والفني): صدر عام 2019 عن دار بدائل للنشر والتوزيع بالقاهرة.[12][13][14]
- رفض القصيدة (أشعار ولوحات): صدر عام 2019، ويضم الكتاب مجموعة قصائد وأشعار سريالية عالمية مترجمة إلى العربية من ترجمة محسن البلاسي، إلى جانب لوحات لمحسن البلاسي.[15]
- رحلة كامل التلمساني - السريالي في مواجهة الواقعي: صدر عام 2020 عن دار الثقافة الجديدة للنشر والتوزيع بالقاهرة، وكتب مقدمة الكتاب الكاتب سمير غريب، وصمم غلاف الكتاب الفنان التشكيلي السكندري ياسر عبد القوي.[16][17] يحكي في كتابه المعنون عن حياة الفنان التشكيلي والمخرج السينمائي المصري كامل التلمساني، وعن تاريخ الحركة السريالية في الفن التشكيلي في مصر في حقبة الأربعينيات من القرن العشرين بوجه عام، ثم عن تركه للفن التشكيلي وتحوله إلى تيار السينما الواقعية إذ رأى أن الفنانين السرياليين باتوا منعزلين عن هموم الطبقات الكادحة، وإن ادعوا خلاف ذلك، وأن السريالية موجودة فقط في الأوساط البرجوازية. ثم يتطرق الكتاب إلى عمل كامل التلمساني كمستشار فني للمطربة اللبنانية فيروز وللأخوين رحباني. يسرد الكاتب الوقائع والأحداث سردا روائيا حيويا يخلو من الإملال، كما يتخلل الكتاب نصوصا شعرية سريالية تنتمي إلى نوع شعر التفعيلة أو ما يعرف بالقصيدة النثرية. وقد أشادت الكاتبة مي التلمساني -ابنة شقيق الفنان الراحل كامل التلمساني- بالكتاب.[18]
- جويس منصور طفلة مسك الروم: صدر في 2024 عن دار صفصافة للنشر في القاهرة.[19][20]